# Luca Pellegrini (Fußballspieler, 1963)
Luca Pellegrini (* 24. März 1963 in Varese, Italien) ist ein ehemaliger italienischer Fußballspieler. Er war die meiste Zeit seiner Karriere für Sampdoria Genua aktiv und gewann mit dem Verein zahlreiche Titel auf nationaler und internationaler Ebene.

## Karriere
Luca Pellegrini, geboren am 24. März 1963 im norditalienischen Varese in der Lombardei, begann mit dem Fußballspielen beim örtlichen Verein FC Varese, wo er zunächst die Jugendabteilungen besuchte und im Jahre 1978 in den Profikader aufgenommen wurde. Beim FC Varese spielte Luca Pellegrini, der auf der Position eines Abwehrspielers agierte, seine erste Spielzeit in Italiens zweiter Liga, der Serie B. Aus dieser musste der ehemalige Erstligist jedoch als Tabellenletzter mit nur 24 Punkten aus 38 Saisonspielen absteigen. In der Folgesaison in der Serie C1 spielend, entwickelte sich Luca Pellegrini zum Stammspieler beim FC Varese und war einer der wichtigsten Spieler beim Erreichen der Meisterschaft in der Girona A mit drei Zählern vor Rimini Calcio. Durch seine Leistungen in Varese wurden die Scouts von höherklassigen Vereinen auf Pellegrini aufmerksam, so auch die von Sampdoria Genua. Im Sommer 1980 verließ der talentierte Verteidiger seinen Heimatverein und wechselte zu Sampdoria in die Serie B. 
Mit Sampdoria spielte Luca Pellegrini zunächst zwei Jahre lang in der zweithöchsten italienischen Spielklasse, ehe in der Saison 1981/82 der Aufstieg als Tabellenzweiter hinter Hellas Verona gelang. Ähnlich wie auch Verona legte Sampdoria Genua in den Jahren nach dem Aufstieg eine sehr positive Entwicklung hin. In den folgenden Jahren entwickelte sich unter den Trainern Eugenio Bersellini und Vujadin Boškov eine sehr erfolgreiche Mannschaft. In den Jahren 1985, 1988 und 1989 gewann Luca Pellegrini mit Sampdoria Genua, wo zur damaligen Zeit Spieler wie etwa Gianluca Vialli, Roberto Mancini oder Pietro Vierchowod aktiv waren, dreimal die Coppa Italia, den italienischen Fußballpokal. 1986 erreichte man ein weiteres Mal das Endspiel, unterlag aber dem AS Rom. Luca Pellegrini war zur damaligen Zeit absoluter Stammspieler in der erfolgreichen Mannschaft von Sampdoria Genua. Er machte zwischen 1980 und 1991 insgesamt 275 Ligaspiele für die Genueser und erzielte darin vier Tore. Er war Kapitän der Mannschaft von Samp, die am 9. Mai 1990 im Ullevi-Stadion von Göteborg den Europapokal der Pokalsieger im Endspiel gegen den RSC Anderlecht gewann. Bereits im Jahr zuvor stand Sampdoria Genua mit Luca Pellegrini als Kapitän im Endspiel dieses Wettbewerbs, unterlag aber dem spanischen Spitzenverein FC Barcelona. Seinen größten Erfolg als Spieler von Sampdoria Genua konnte Luca Pellegrini im Jahre 1991 feiern. Er war Kapitän der Mannschaft von Sampdoria, die als Tabellenerster der Serie A 1990/91 die erste und bis heute einzige Meisterschaft für den Verein gewann. Das letzte Meisterschaftsspiel, das 3:3 am letzten Spieltag bei Lazio Rom, was das letzte Pflichtspiel von Luca Pellegrini für Sampdoria Genua. Auf dem Höhepunkt seiner Karriere verließ der Abwehrspieler den Verein und ging zum Erstligaaufsteiger Hellas Verona.
Bei Hellas Verona konnte Luca Pellegrini nicht an die Leistungen aus Zeiten bei Sampdoria Genua anknüpfen. Mit dem italienischen Meister von 1985 stieg er sogleich in die Serie B ab, spielte dort ein weiteres Jahr zweitklassig, verpasste aber den direkten Wiederaufstieg als Tabellenzwölfter deutlich. Danach wechselte Pellegrini, mittlerweile dreißig Jahre alt, erneut den Klub und schloss sich Ravenna Calcio, ebenfalls in der Serie B spielend, an. Mit Ravenna musste er allerdings den Abstieg in die Serie C1 hinnehmen. Nachdem er für Ravenna Calcio jedes einzelne Saisonspiel in der Serie B 1993/94 absolviert hatte, unterschrieb Luca Pellegrini zur Saison 1994/95 einen neuen Kontrakt bei Torino Calcio in der ersten Liga. Dort stand er ein Jahr lang unter Vertrag, konnte sich aber nicht als Stammspieler etablieren. Nach vierzehn Einsätzen im Ligabetrieb der Serie A 1994/95 beendete Luca Pellegrini seine aktive Laufbahn als Fußballspieler im Alter von 32 Jahren. Nach dem Ende seiner Karriere als Fußballspieler arbeitete Luca Pellegrini als Co-Kommentator und Experte im italienischen Fernsehen.

## Erfolge
- Italienische Meisterschaft: 1×

1990/91 mit Sampdoria Genua
- Italienischer Pokalsieg: 3×

1984/85, 1987/88, 1988/89 mit Sampdoria Genua
- Europapokal der Pokalsieger: 1×

1989/90 mit Sampdoria Genua
- Serie C1: 1×

1979/80 mit dem FC Varese